# Тайфунник тринідадський
Тайфу́нник тринідадський (Pterodroma arminjoniana) — вид буревісникоподібних птахів родини буревісникових (Procellariidae). Мешкає в Атлантичному та Індійському океані. Раніше вважався конспецифічним з чорним тайфунником і тайфунником-провісником.
Вид названий на честь італійського морського офіцера Вітторіо Арміньйона, який командував кораблем, під час подорожі якого був відкритий цей вид.

## Опис

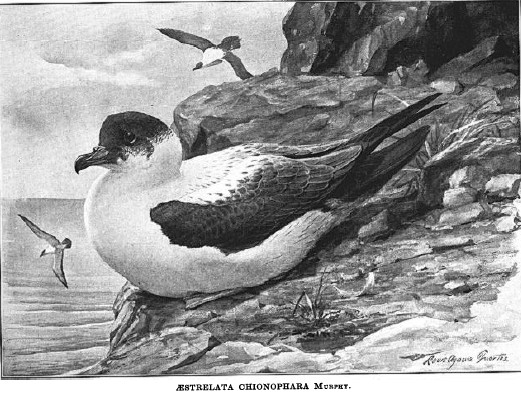
Тринідадський тайфунник

Тринідадський тайфунник — морський птах середнього розміру, середня довжина якого становить 35-39 см, розмах крил 88-102 г, вага 318 г. Забарвлення існує у світлій, темній і проміжній морфах. Представники темної морфи мають повністю темно-коричневе забарвлення. У представників світлої морфи голова попелясто-коричнева, біля основи дзьоба у них є білуваті плями, на лобі дрібні білі плямки, підборіддя і горло білі. Крила зверху темно-сірувато-коричневі, спина темно-попелясто-коричнева, на окремих перах є світлі смужки. Стернові пера чорнувато-коричневі. Груди з боків і боки поцятковані дрібними сірувато-білими плямками, решта нижньої частини тіла біла. Нижні покривні пера хвоста мають чорнуваті кінчики. На нижній стороні крил біля основи махових пер у них є діагностичні білі плями. Райдужки карі, дзьоб чорний, вузький, гачкуватий на кінці, лапи білувато-рожеві або чорні, в залежності від морфи.

## Поширення і екологія
Тринідадські тайфунники гніздяться на островах Триндаді-і-Мартін-Вас, поблизу узбережжя бразильського штату Еспіріту-Санту, а також на острові Раунд-Айленд поблизу Маврикія в Індійському океані. Бродячі птахи спостерігалися на Азорських островах та на Кабо-Верде.
Тринідадські тайфунники ведуть пелагічний спосіб життя, живляться кальмарами, рибою і ракоподібними. Гніздяться в тріщинах серед скель, переважно у жовтні і квітні.

## Збереження
МСОП класифікує цей вид як вразливий. За оцінками дослідників, популяція тринідадських тайфунників становить приблизно 2260 птахів. Їм загрожує хижацтво з боку інтродукованих хижих ссавців.